# أوريلانا دي لا سايرا
بلدية أوريلانا دي لا سايرا (بالإسبانية: Orellana de la Sierra), هي إحدى بلديات مقاطعة بطليوس, التي تقع في منطقة إكستريمادورا, والتي تقع في غرب إسبانيا.
يبلغ عدد سكانها 340 نسمة وفقاً لإحصائية سنة (2002).